# 三松海水浴場
三松海水浴場（みつまつかいすいよくじょう）は、福井県大飯郡高浜町東三松、西三松にある海水浴場である。

## 特徴
三松海水浴場は、東側（東三松側）を「はまなすパーク」、西側（西三松側）を「えびす浜パーク」の二つからなる海水浴場である。
砂浜の広さは長さが1500mである。

## 概要
期間
- 7月上旬から8月中旬

## 所在地
- 福井県大飯郡高浜町東三松、西三松

### 交通アクセス

#### 公共交通機関
- 西日本旅客鉄道（JR西日本）小浜線 三松駅から徒歩約10分。

#### 自動車道
- 大阪・京都方面

　舞鶴若狭自動車道 舞鶴東ICより国道27号経由で小浜方面へ約15分。
- 名古屋・北陸方面

　北陸自動車道 敦賀ICより国道27号経由で舞鶴方面へ約1時間35分。

## 周辺
- 高浜町郷土資料館
- 若狭高浜海釣り公園
- 三方五湖
- 熊川宿
- 三方五湖レインボーライン
- 常神半島